# Leonid Borissowitsch Roschezkin
Leonid Borissowitsch Roschezkin (auch: Rozhetskin; russisch Леонид Борисович Рожецкин; * 4. August 1966 in Leningrad, Sowjetunion; † nach 2008) war ein russischer Unternehmer, Jurist und Finanzier. Er betrieb die Produktionsfirma L+E Productions in Los Angeles, USA.

## Biographie
Roschezkin stammte aus einer jüdischen Familie in der UdSSR. 1980 immigrierte er mit seiner Mutter und seinen Geschwistern in die USA nach New York, wo er auch zur High School ging. 1987 beendete Leonid Roschezkin sein Studium an der Universität von Columbia mit einem Bachelor in angewandter Mathematik. 1990 schloss er sein Jura-Studium an der Harvard Law School mit einem summa cum laude ab.
1990 bis 1991 arbeitete Leonid Roschezkin als juristischer Angestellter für den Bundesrichter Sephen S. Wilson in Los Angeles, Californien, USA. 1992 bis 1994 war er bei den Kanzleien Sullivan & Cromwell und White & Case angestellt. 1992 ging Leonid Roschezkin zurück nach Russland, um seine eigene Kanzlei zu eröffnen. Er vertrat Kunden wie Credit Suisse, Morgan Grenfell, die Moscow Times oder die International Finance Corporation (eine Abteilung der Weltbank).
1995 wechselte er in die Investment-Branche und gründete die Investmentbank Renaissance Capital.
1998 verließ er Renaissance Capital und wurde Mitbegründer der Risiko-Kapital Bank LV Finance. Zu seinen Kunden gehörten unter anderem der Financier George Soros und der Gründer von CNN Ted Turner. Das Unternehmen investierte in mehrere erfolgreiche Startup-Unternehmen, von denen das bekannteste die MegaFon-Gruppe ist, der drittgrößte Mobilfunkanbieter Russlands. Seine Anteile an LV Finance hat Leonid Roschezkin inzwischen verkauft.
Von 2001 bis 2005 war Leonid Roschezkin Vize-Vorstandschef von Norilsk Nickel, Russlands größter Minengesellschaft. Seine Aufgabenbereiche waren Transparenz, externe Investitionen und Corporate Governance. Unter anderem investierte er in die Stillwater Mining Company (USA) und Gold Fields (Südafrika). Später arbeitete er im Aufsichtsrat weiter.
Nebenbei war Leonid Roschezkin noch Anteilseigner der Gratistageszeitung City A.M. in London. Die Zeitung behandelt hauptsächlich lokale und globale Business-Nachrichten und hat ca. 100.000 Leser in ganz London.
2007 gründete Roschezkin zusammen mit Eric Eisner die Film Produktionsfirma -L+E Productions. Der erste Film Hamlet 2 erschien 2008 und wurde vom Sundance Film Festival in Utah, USA ausgezeichnet. Die Weiterverwertungsrechte wurden inzwischen für 10 Millionen Dollar an den Verlag Focus Features abgetreten. Die Filme „Three Wolves“ und „Electric Slide“ sollen bald erscheinen.
Am 16. März 2008 verschwand er aus seinem Haus in Jūrmala, Lettland. DNA-Tests an einer im August 2012 in einem Wald nahe Tukums gefundenen Leiche eines Mannes ergaben, dass es sich bei dem Toten um Roschezkin handelt.